# کالاسار، ارمنستان
کالاسار (به ارمنی: Կալասար) یک روستا در ارمنستان است که در استان وایوتس‌جور واقع شده‌است. کالاسار در ۴ کیلومتری شمال غرب یغگنادزور، مرکز استان وایوتس‌جور واقع شده‌است.

## خصوصیات
کالاسار ۰ نفر جمعیت دارد و در ارتفاع ۱۹۹۰ متر بالاتر از سطح دریا قرار گرفته‌است.